# Mokotakan
El Mokotakan es un museo al aire libre situado en Saint-Mathieu-du-Parc, en la región de Mauricie, Quebec, Canadá. Se remonta a la época de los pueblos aborígenes en Quebec desde hace más de 5000 años. Los once pueblos aborígenes de Quebec representados en el sitio son abenakis, algonquinos, atikamekws, cree, wendat, innu (Montagnais), inuit, maliseet, micmac, mohawk y  naskapis. El pueblo interpretativo se calculó basándose en varios edificios recuperados de diversos sitios de las once naciones.
La misión de este sitio es el intercambio, la difusión y la interpretación de la cultura de los pueblos indígenas de las Américas, con énfasis en los once naciones de Quebec. Una visita guiada enseña a los visitantes los estilos de vida, la cultura, la historia y la espiritualidad de estos pueblos.